# Renate König-Schalinski
Renate König-Schalinski (* 18. April 1942 in Passau; † 23. März 2011 ebenda) war eine deutsche Malerin, Bildhauerin und Emailleurin.

## Leben und Wirken
Die Künstlerin erlernte den Beruf des Emailleurs und übte diesen zwischen 1960 und 1970 aus. Ihre künstlerische Laufbahn begann 1973 mit Studien an der Internationalen Sommerakademie Salzburg bei Rieder und Coufal, 1974 in der Schweiz bei Löb und in Bruneck, Italien bei Herold. 1977 war sie Gildenmeisterin in der Innviertler Künstlergilde.
Ab 1975 betrieb sie in Passau eine Galerie. Ab den 1980er-Jahren wurde sie mit zahlreichen Großplastiken bekannt, die an öffentlichen Plätzen aufgestellt wurden.

## Werke (Auswahl)

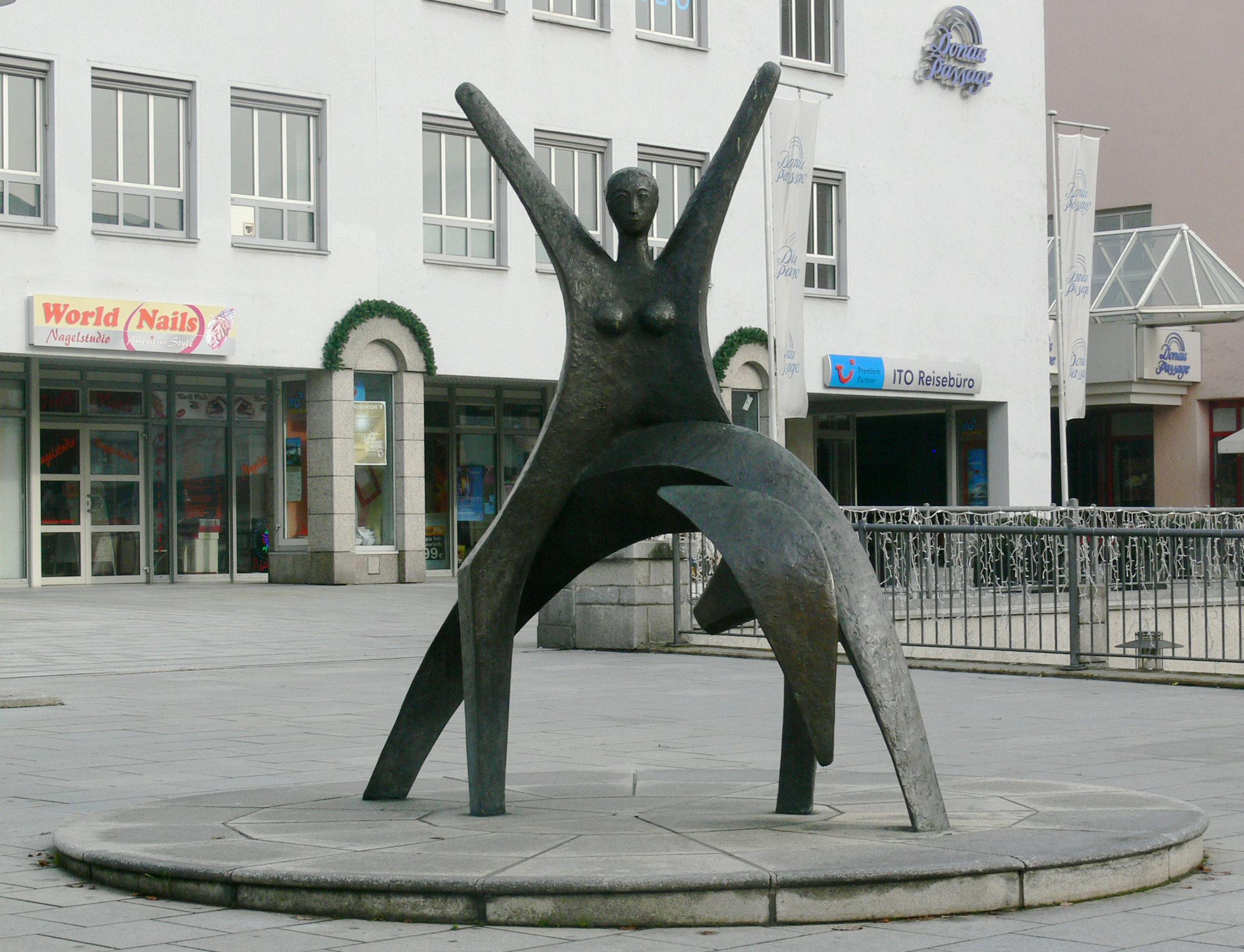
Bronze-Skulptur Europa von Renate König-Schalinski in Passau, Europaplatz

* Skulpturen Glaube, Liebe, Hoffnung in Wegscheid
- Skulptur Gespräch, Krankenhaus Rotthalmünster
- Marienskulptur in Neustift (Passau)
- Skulptur Goldmarie und Pechmarie im Innenhof der Sparkasse
- Helfende Hände, München
- Das große Kreuz, Bonn
- Mauthausen in Santiago de Chile

## Ausstellungen
Die Künstlerin war bei zahlreichen Ausstellungen in Europa vertreten.

## Auszeichnungen
- Kultureller Ehrenbrief der Stadt Passau (1992)